# Ucieczka z Rangunu
Ucieczka z Rangunu (org. Beyond Rangoon) – amerykański dramat polityczny z 1995 roku w reż. Johna Boormana.

## Opis fabuły
Fabuła filmu umieszczona jest w autentycznym kontekście historycznym. Jest rok 1988. Amerykanka Laura Bowman – lekarka której mąż i dziecko zostali zamordowani podczas napadu rabunkowego, chcąc pozbyć się traumy, za namową swojej siostry Andy przyjeżdża na egzotyczną wyciekę do Birmy. Trwa tu akurat fala protestów obywatelskich przeciwko reżimowi gen. Ne Win. 8 sierpnia 1988 wieczorem, przypadkiem, podczas samotnego spaceru po Rangunie, Laura natrafia na kulminację protestów, podczas których wojsko używa broni przeciwko protestującym studentom i ich liderce Aung San Suu Kyi. W mieście wybuchają rozruchy, nazwane później od daty tego zdarzenia powstaniem 1988. Laura udziela pomocy ofiarom zamieszek i próbuje przedostać się do amerykańskiej ambasady. Gdy tam dociera, żołnierze junty już na nią czekają, odbierają jej paszport i próbują aresztować. Jednak birmańscy przyjaciele Laury pomagają jej uciec. Kobieta postanawia przedrzeć się do Tajlandii. Pomagają jej w tym profesor uniwersytetu – jeden z przywódców ruchu demokratycznego, mnisi buddyjscy i pełni poświęcenia studenci. Jej heroiczna, pełna niebezpieczeństw ucieczka, która udaje się dzięki twardemu charakterowi Laury i pomocy birmańskich opozycjonistów, wypełnia niemal całą fabułę filmu.

## Główne role
- Patricia Arquette – Laura Bowman
- U Aung Ko – U Aung Ko
- Frances McDormand – Andy, siostra Laury
- Spalding Gray – Jeremy Watt
- Tiara Jacquelina – San San
- Kuswadinath Bujang – pułkownik w hotelu
- Victor Slezak – Pan Scott
- Jit Murad – Sein Htoo
- Ye Myint – Zaw Win
- Cho Cho Myint – Zabai
- Johnny Cheah – Min Han
- Haji Mohd Rajoli – Karen Father
- Azmi Hassan – były chłopak Karen
- Ahmad Fithi – obecny chłopak Karen
- Adelle Lutz – Aung San Suu Kyi

## O filmie
Pokaz filmu był jednym z głośniejszych wydarzeń MFF w Cannes w 1995 roku, gdzie obraz był nominowany do Złotej Palmy.
Krytycy zachwycali się nim jako doskonałym obrazem kina politycznego lub ganili za zbytni infantylizm, elegancję i schematyczność przedstawianych wydarzeń.

## Ciekawostki
- Liderka  ruchu demokratycznego i laureatka Pokojowej Nagrody Nobla Aung San Suu Kyi, której postać jest ukazana w filmie, została w tydzień po europejskiej premierze zwolniona z wieloletniego aresztu domowego. Wkrótce potem trafiła tam jednak ponownie[2].